# 康熙福建通志臺灣府
《康熙福建通志臺灣府》原題名《康熙福建通志抄錄》，是臺灣總督府圖書館派人將康熙年間出版的《福建通志》中關於臺灣府的部分抄錄下來，集中成冊之書:13。

## 沿革
康熙年間出版的《福建通志》，依照有無收錄臺灣府的資料分成兩個版本:13。未收錄者，為康熙廿三年（1684年）的原刊本；有收錄者，為康熙廿五年（1686年）左右刊行的補刻本:13、15。
1930年11月，臺灣總督府圖書館派人前往日本本土將帝室圖書館抄錄影寫《福建通志》補刻本中有關臺灣府的部分，將成果題名為《康熙福建通志抄錄》，收藏於總督府圖書館:13。
1983年，臺灣的成文出版社向國立中央圖書館臺灣分館（今國立臺灣圖書館）借得抄本，將之影印刊行，編入該社《中國方志叢書》內:13。也是在這時，成文出版社將書名改為《康熙福建通志臺灣府》:14。
後來臺灣史料集成編輯委員會以《康熙福建通志抄錄》為底本，同時參考北京圖書館典藏的《福建通志》、蔣毓英《臺灣府志》、高拱乾《臺灣府志》來校訂，但書名仍沿用《康熙福建通志臺灣府》:16。另外，這次的版本重新釐訂卷次卷名，並標註原內容出自《福建通志》何處:16。